# HD70945
HD70945 — хімічно пекулярна зоря спектрального класу B9, що має видиму зоряну величину в смузі V приблизно  7,3.
Вона  розташована на відстані близько 2064,3 світлових років від Сонця.

## Пекулярний хімічний склад
Зоряна атмосфера HD70945 має підвищений вміст 
Si
.